# Wilhelm Wiebens
Wilhelm Bernhard Paul Wiebens, född 17 mars 1906 i Rüstringen, död 22 januari 1990 i Bad Pyrmont, var en tysk  SS-Obersturmbannführer. Under andra världskriget var han bland annat chef för Einsatzkommando 9, ett mobilt insatskommando, i Sovjetunionen.

## Biografi
Wiebens var till yrket köpman. År 1931 blev han medlem i Nationalsocialistiska tyska arbetarepartiet (NSDAP) och två år senare i Schutzstaffel (SS). Året därpå, 1934, inträdde han i Sicherheitsdienst (SD), SS:s säkerhetstjänst, och kom att företräda denna i Potsdam. År 1939 befordrades Wiebens till SS-Obersturmbannführer.

### Operation Barbarossa
I gryningen den 22 juni 1941 anföll Tyskland sin tidigare bundsförvant Sovjetunionen och inledde den omfattande Operation Barbarossa. Enligt Tysklands Führer Adolf Hitler innebar kriget mot Sovjetunionen ett ideologiskt förintelsekrig och den ”judisk-bolsjevikiska intelligentian” måste elimineras. Efter de framryckande tyska arméerna följde Einsatzgruppen, mobila insatsgrupper. Chefen för Reichssicherheitshauptamt, Reinhard Heydrich, gav insatsgrupperna i uppdrag att mörda judar, romer, partisaner, politiska kommissarier (så kallade politruker) och andra personer som ansågs hota Tredje rikets säkerhet. Beträffande insatsgruppernas massmord på judar mördades initialt endast män, men i augusti 1941 gav Reichsführer-SS Heinrich Himmler order om att massmordet även skulle inbegripa kvinnor och barn. Mellan februari 1942 och januari 1943 var Wiebens befälhavare för Einsatzkommando 9 inom Einsatzgruppe B. Wiebens tog sig an sitt uppdrag med föresatsen att förinta judarna så effektivt som möjligt och var personligen närvarande vid avrättningsplatserna. Han var bland annat ansvarig för utplånandet av judarna i Lepels getto.

### Efter andra världskriget
I andra världskrigets slutskede greps Wiebens av de allierade och dömdes till femton års fängelse för mordet på två brittiska piloter. Han frigavs dock redan 1955. År 1966 dömde West-Berliner Schwurgericht Wiebens till livstids fängelse för krigsförbrytelser begångna i Sovjetunionen.